# 伯服
伯服（前779年—前771年），姬姓，周幽王与褒姒之子。褒姒入宫后，生下一個兒子伯服，伯服长得虎头虎脑，聪明伶俐，十分可爱，周幽王便废掉正室与太子母子二人——即申与宜臼，改立褒姒和伯服为王后和太子，自幼因母親褒姒的緣故，所以深得父親周幽王寵愛，更視褒姒、伯服母子倆為一塊寶。前771年，申国联合缯国和犬戎攻打周朝，周幽王和太子伯服被杀于骊山之下，褒姒被犬戎掳走，西周覆亡。